# Osvěžovač vzduchu
Osvěžovač vzduchu je prostředek, který se používá pro zpříjemnění vůně v prostoru či odstranění nežádoucích pachů. Osvěžovače vzduchu se vyrábí v mnoha variantách – jako spreje, gelové osvěžovače, vůně do koberců, dotykové osvěžovače s výměnou nádržkou či vonné vaničky.  Osvěžovače vzduchu se prodávají v drogeriích s širokou nabídkou druhů vůní.

## Související článek
- Drogerie